# Jerzy Marendziak
Jerzy Marendziak (ur. 8 stycznia 1930 w Łodzi, zm. 10 stycznia 2000) – polski adwokat; ambasador Rzeczypospolitej Polskiej w Portugalii od 29 maja 1991 do 30 lipca 1992.

## Życiorys
Absolwent Szkoły Głównej Planowania i Statystyki oraz Wydziału Prawa Uniwersytetu Łódzkiego. W okresie PRL bronił w procesach politycznych m.in. Adama Pleśnara i członków Konfederacji Polski Niepodległej.
Znał siedem języków obcych, w tym francuski, hiszpański, włoski. Portugalskiego miał się nauczyć w ciągu trzech miesięcy poprzedzających wyjazd na placówkę.